# Estação Parmentier
Parmentier é uma estação da linha 3 do Metrô de Paris, localizada no 11.º arrondissement de Paris.

## Localização
A estação está situada na avenue de la République na interseção com a avenue Parmentier.

## História
Ela deve o seu nome a Antoine Parmentier (1737-1813).
Todo mundo faz a associação da batata com Monsieur Parmentier. Na verdade, sua fama é devido ao primeiro prêmio, que ele obteve em 1773, em se apresentando com o concurso sobre o tema dos vegetais organizado na academia de Besançon. Ele foi o vencedor, apresentando suas ideias sobre as substituições da alimentação humana.
A estação de metrô Parmentier se abre na avenue Parmentier, a rue Oberkampf e a avenue de la République.
Em 2011, 3 357 432 passageiros entraram nesta estação. Ela viu entrar 3 305 625 passageiros em 2013, o que a coloca na 160ª posição das estações de metrô por sua frequência.

## Serviços aos passageiros

### Intermodalidade
A estação é servida pelas linhas de ônibus 46 e 96 da rede de ônibus RATP e, à noite, pelas linhas N12 e N23 da rede de ônibus Noctilien.

## Galeria de fotografias

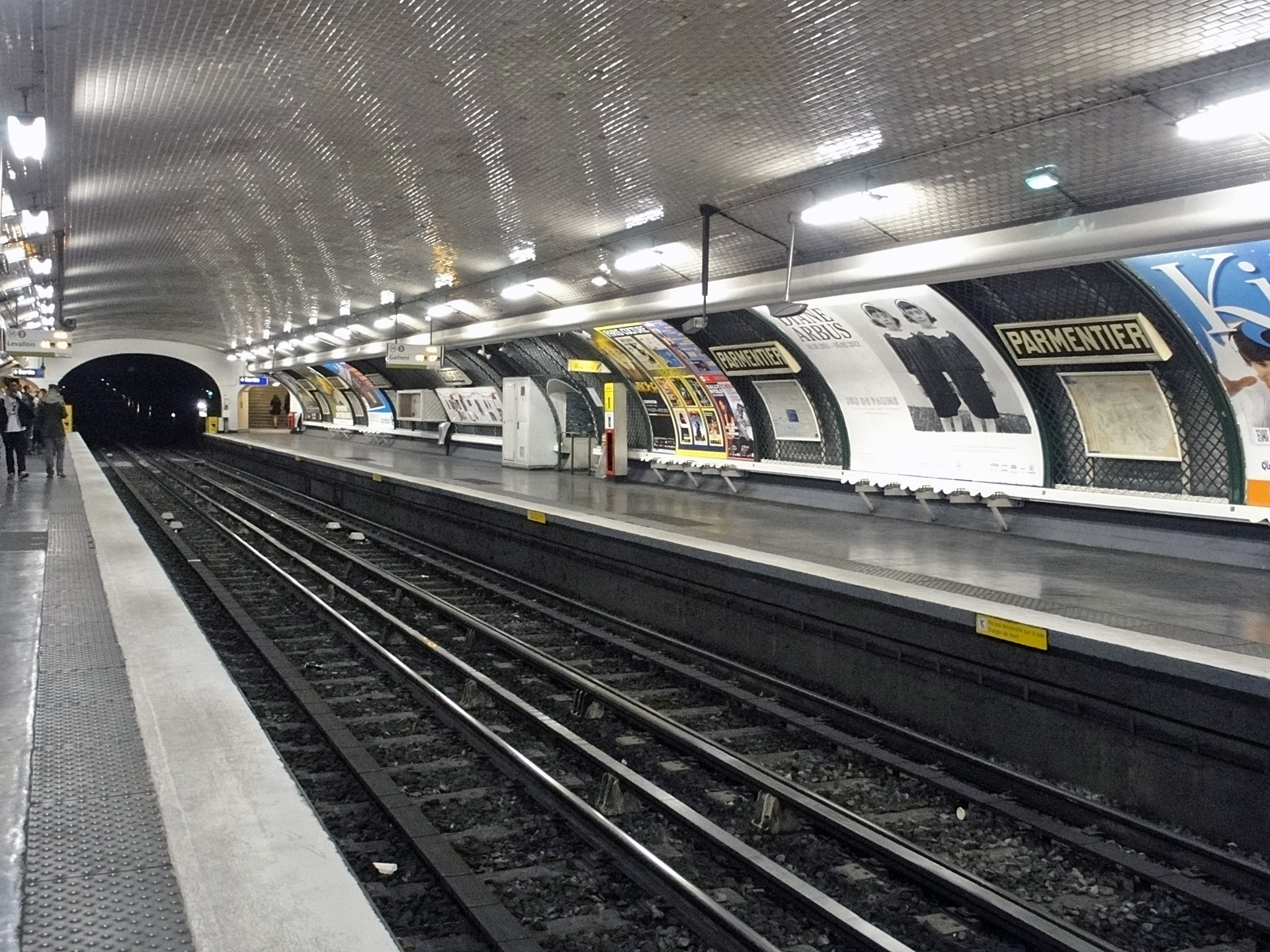
Vista geral das plataformas.
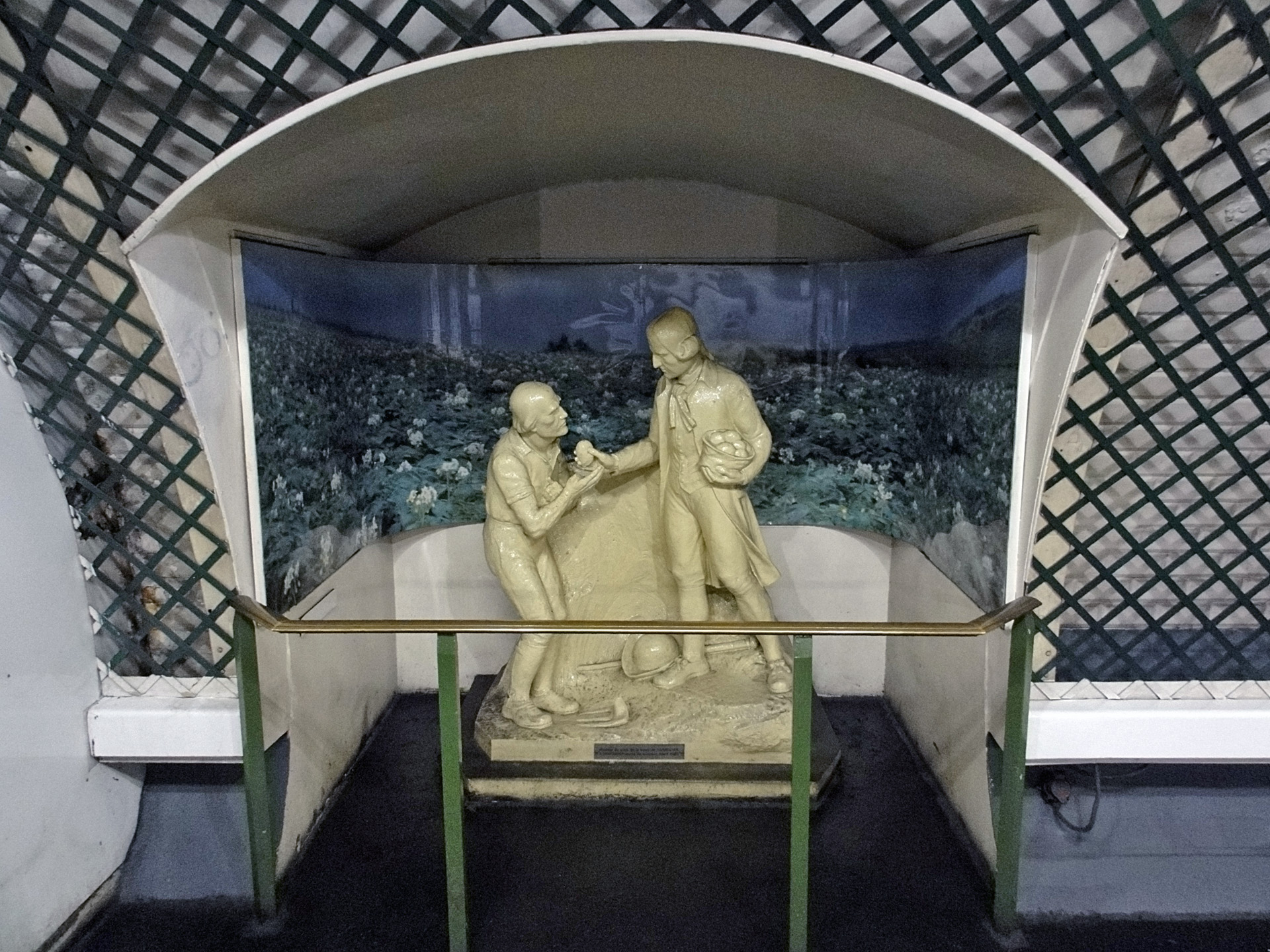
Estátua de Antoine Parmentier distribuidor de batatas.
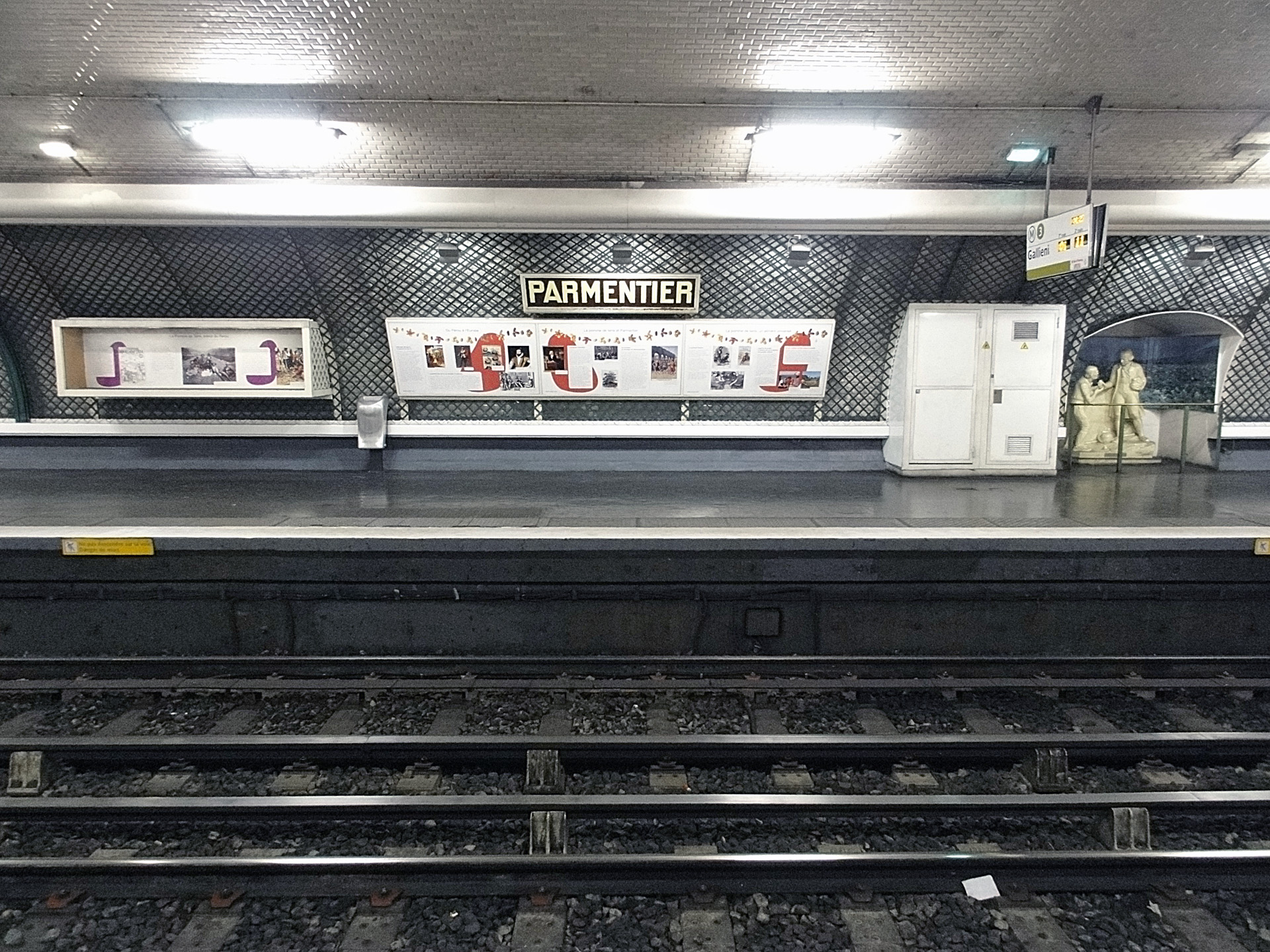
Vista geral dos equipamentos culturais.

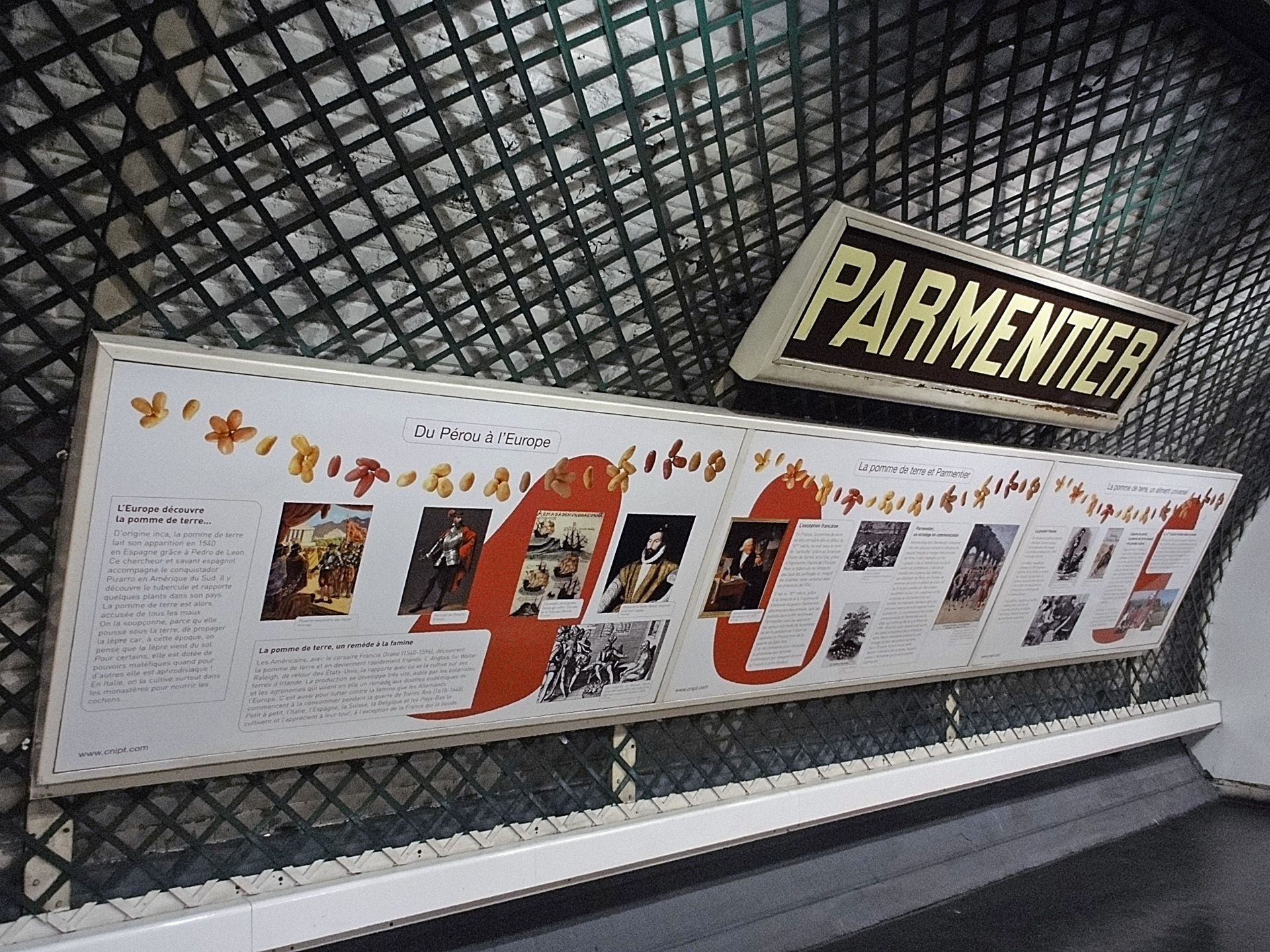
Detalhes sobre a história da batata.
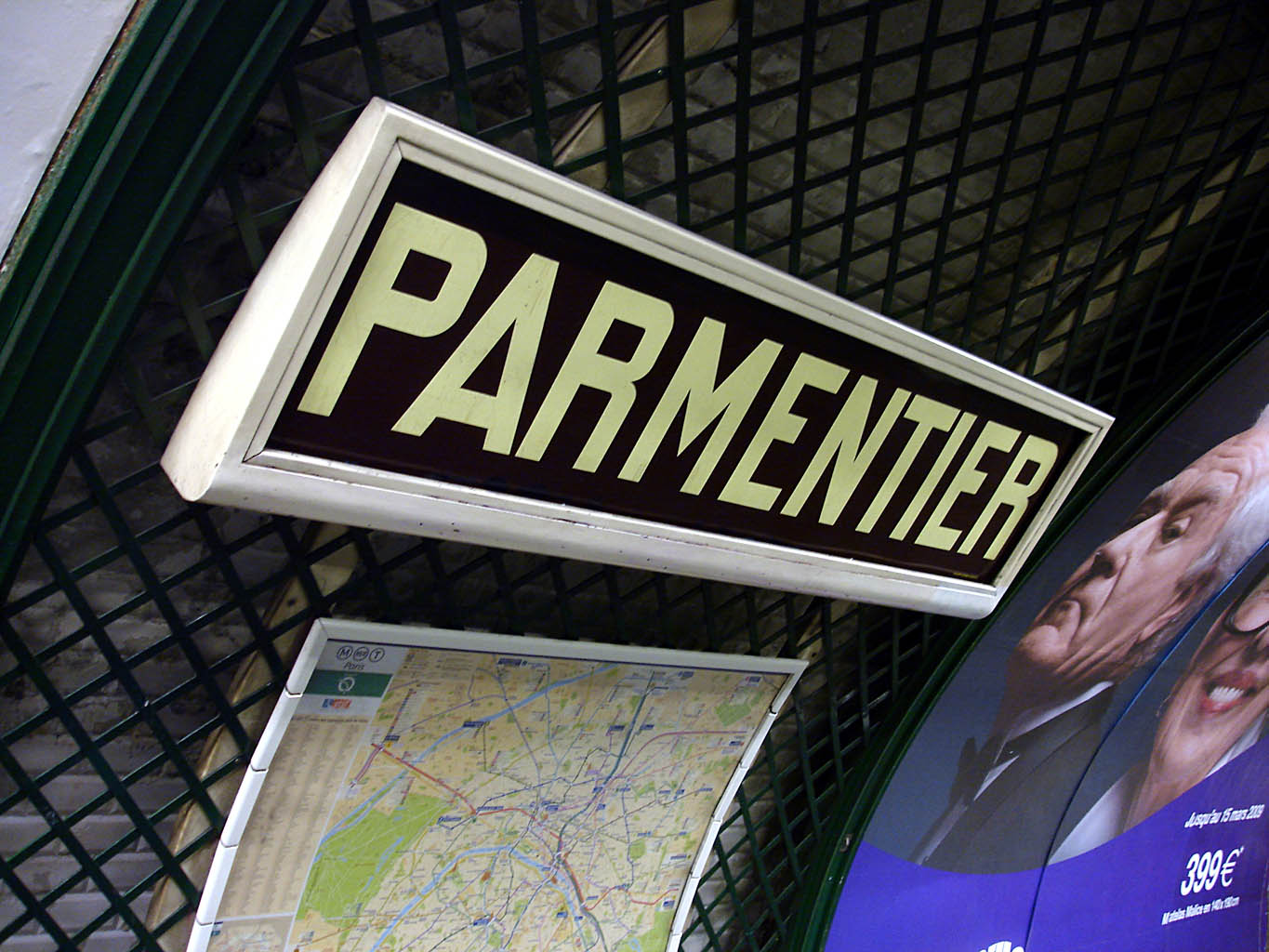
Placa esmaltada.